# Соссано
Соссано (італ. Sossano, вен. Sosan) — муніципалітет в Італії, у регіоні Венето, провінція Віченца.
Соссано розташоване на відстані близько 400 км на північ від Рима, 65 км на захід від Венеції, 21 км на південь від Віченци.
Населення — 4427 осіб (2014).

## Демографія
Населення за роками:

Станом на 1 січня 2023 року в муніципалітеті офіційно проживало 245 іноземців з 33 країн, серед них 41 громадянин країн Євросоюзу та 5 громадян України.

## Сусідні муніципалітети
- Агульяро
- Альбеттоне
- Кампілья-дей-Беричі
- Новента-Вічентіна
- Орджано
- Пояна-Маджоре
- Сан-Джермано-дей-Беричі
- Віллага